# Stavenhagen
Pour les articles homonymes, voir Rodolfo Stavenhagen.
Stavenhagen (/ʃtafn̩ˈhaːɡn̩/) est une petite ville allemande de l'arrondissement du Plateau des lacs mecklembourgeois dans le Land du Mecklembourg-Poméranie-Occidentale, au nord-est du pays. C'est le siège administratif du canton (Amt) de Stavenhagen. La ville est connue comme le lieu de naissance de l'écrivain Fritz Reuter.

## Municipalité
La ville se situe dans l'est de la région historique du Mecklembourg, près de la frontière avec la Poméranie occidentale. La commune regroupe, outre la ville-même, les villages et localités de Basepohl, Basepohl am See, Klockow (au bord du lac d'Ivenack), Kölpin, Neubauhof, Pribbenow et Wüstgrabow.
La Bundesstraße 104 (Teterow–Neubrandenbourg) et la Bundesstraße 194 (Waren–Stralsund) se croisent dans la ville. 

## Histoire
Le lieu est mentionné pour la première fois par écrit sous le nom de Stovenhage en 1230. Trente-quatre ans plus tard, il acquiert ses privilèges de ville des mains des ducs Barnim Ier et Warcisław III de Poméranie, confirmés par le duc Bogusław IV par acte du 29 mai 1282. À ce temps, le domaine tomba dans les mains de la maison de Mecklembourg-Werle, d'abord comme gage puis à titre définitif en 1317. Après le décès du dernier prince de Werle en 1436, cette seigneurie fut réunifiée à la maison de Mecklembourg. 
De 1621 à 1695, Stavenhagen appartenait au duché de Mecklembourg-Güstrow. La ville est détruite vers la fin de la guerre de Trente Ans en 1648 et des incendies la ravagent en partie en 1727 et à nouveau en 1746. Le château actuel est érigé vers 1740 à l'emplacement d'une ancienne forteresse. L'église paroissiale de la ville est reconstruite également entre 1774 et 1790 et l'hôtel de ville entre 1783 et 1788. C'est ici que naît en 1810 le futur poète Fritz Reuter, fils du bourgmestre de l'époque.
Stavenhagen est reliée au chemin de fer en 1864 et de petites fabriques et ateliers sont créés dans les années qui suivent. Ces petites entreprises sont nationalisées en 1945. De 1952 jusqu'à 1990, la ville était incorporée dans le district de Neubrandenbourg. La Nationale Volksarmee fait construire une base militaire à Basepohl en 1974.
La vieille ville est entièrement restaurée dans les années qui suivent la réunification allemande.

## Culture et architecture
- Château de Stavenhagen, construit vers 1740, école du temps de la RDA, c'est aujourd'hui le siège du canton ;
- Ancien hôtel de ville (1783-1788), depuis 1960 musée de la littérature Fritz-Reuter (Fritz-Reuter-Literaturmuseum) ; c'est là que naquit le futur écrivain ;
- Église de la ville, luthérienne-évangélique, achevée en 1782 ;
- Église catholique Saint-Paul (1932).

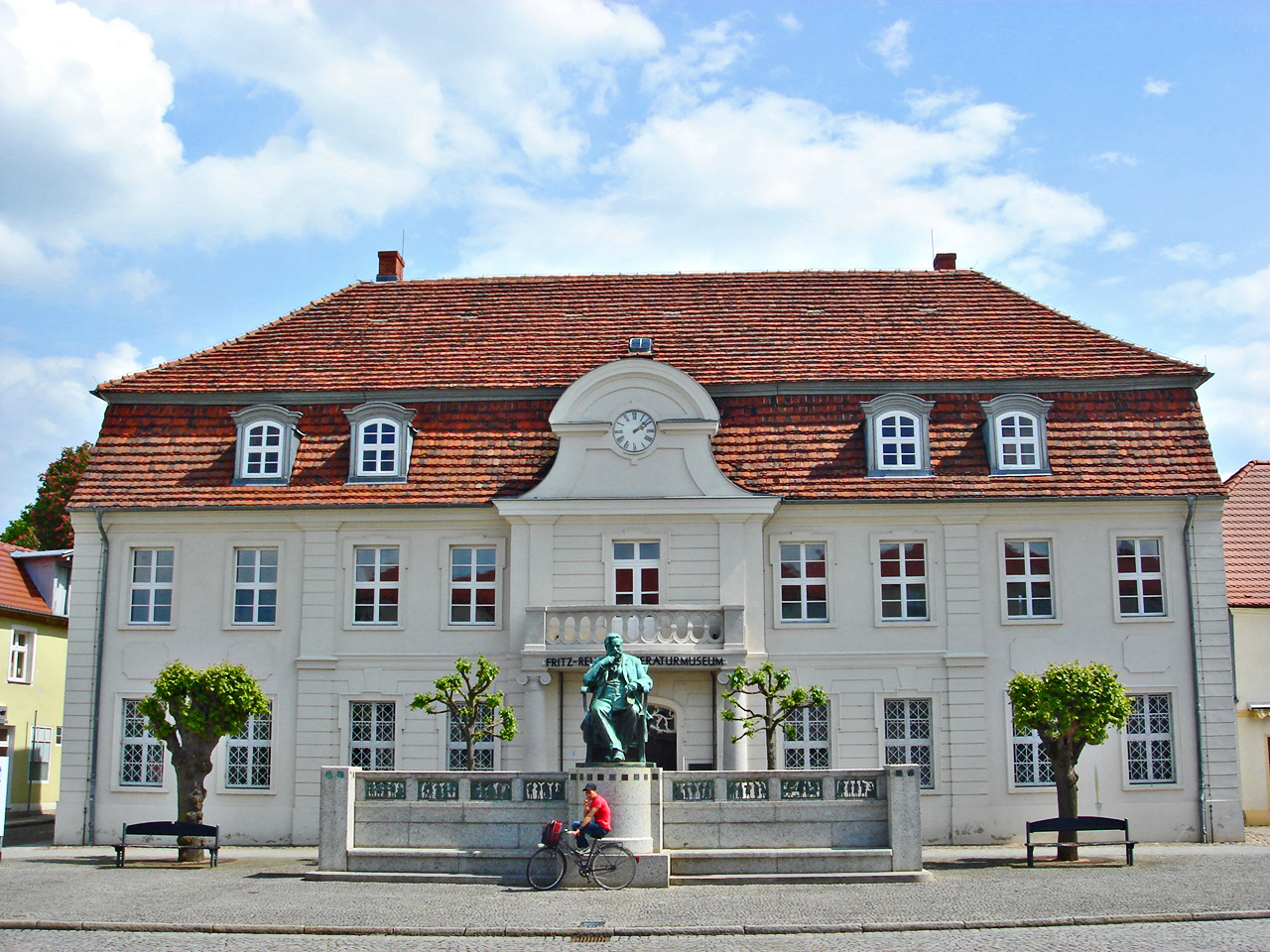
L'ancien hôtel de ville sur la place du Marché, avec la statue de l'écrivain Fritz Reuter par Wilhelm Wandschneider (1911).
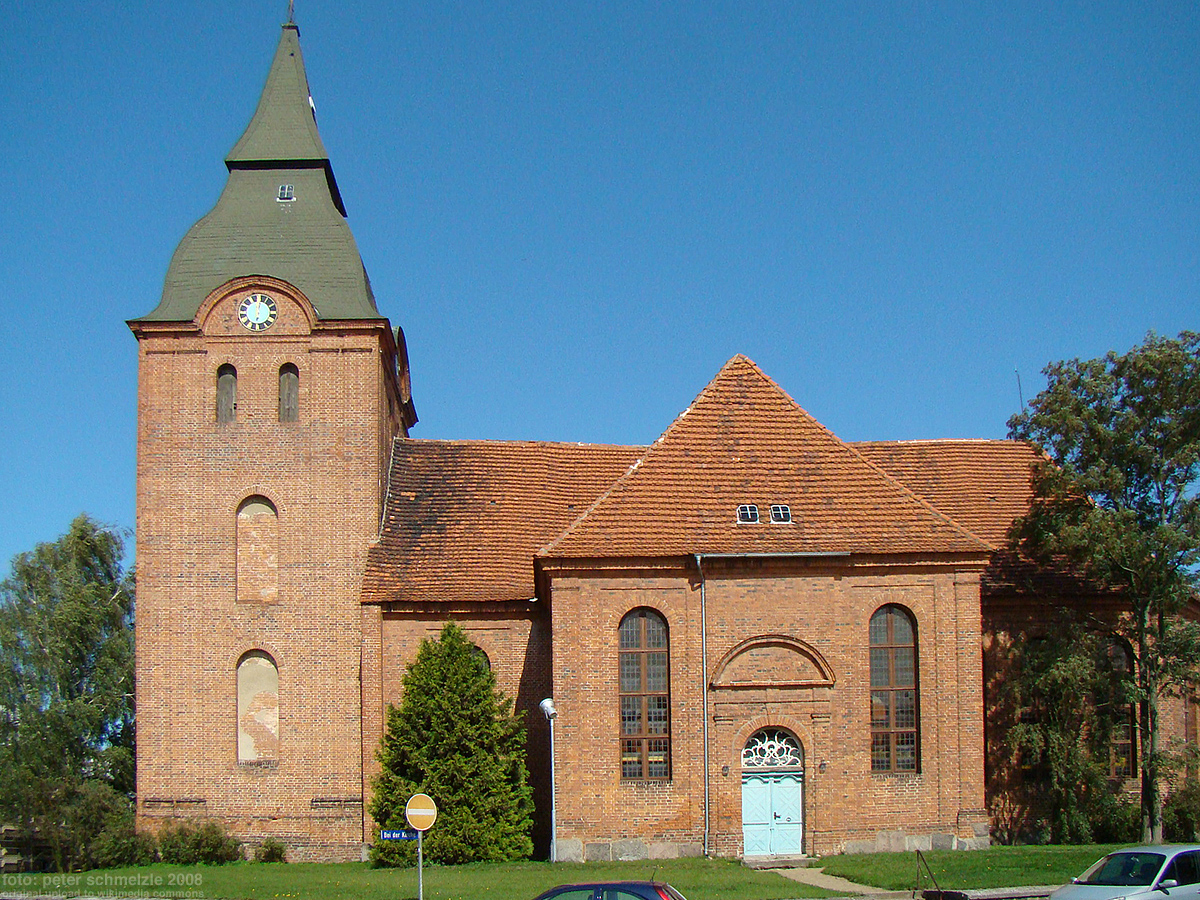
L'église paroissiale luthérienne-évangélique (fin XVIIIe siècle).
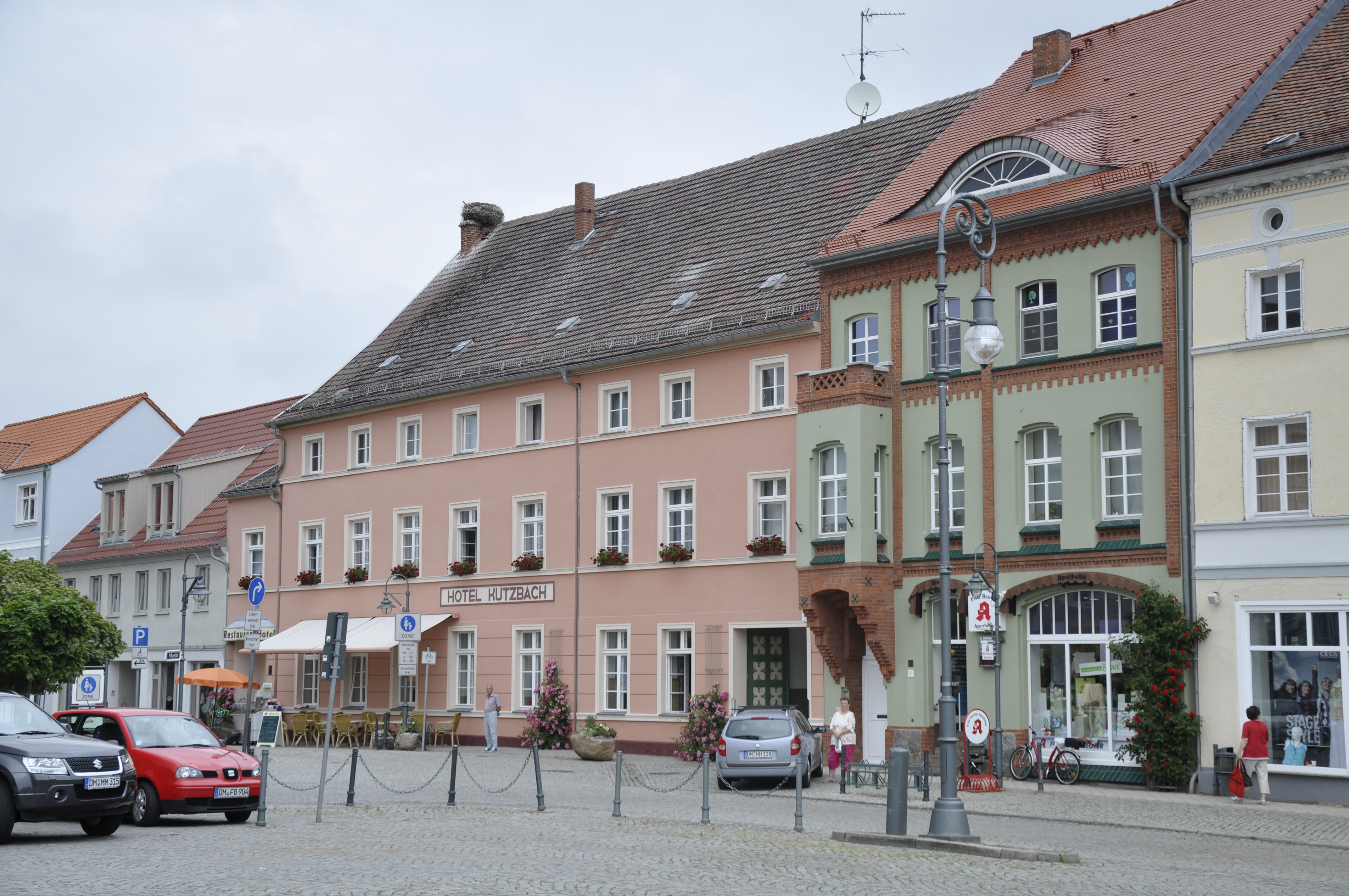
Vue de la vieille ville.
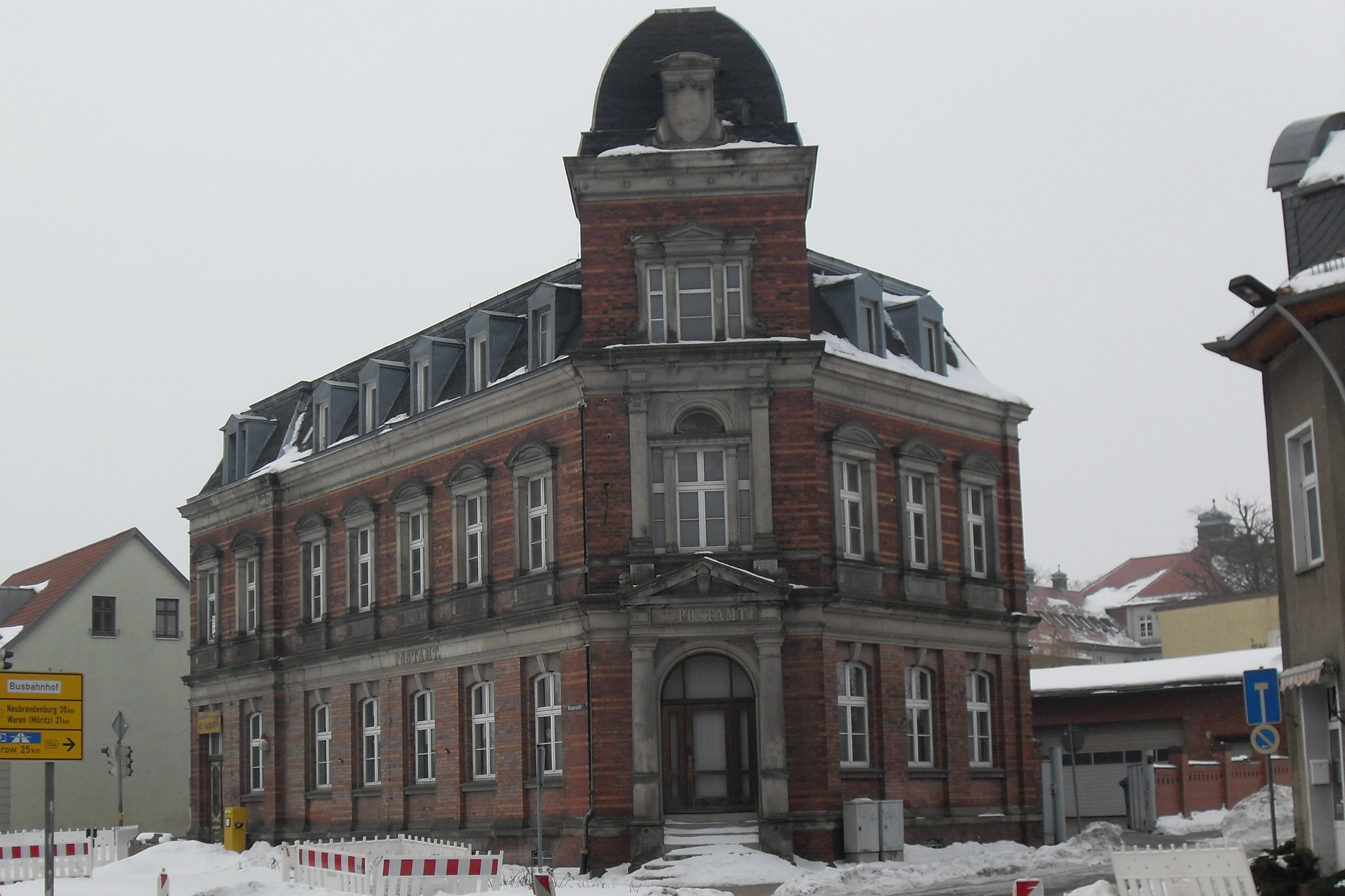
L'ancienne poste.

## Jumelages
La ville de Stavenhagen est jumelée avec : 
- Preetz (Allemagne) depuis 1990
- Werdohl (Allemagne) depuis 1990
- Šilalė (Lituanie) depuis 1994

## Personnalités
- Fritz Reuter (1810-1874),  poète et écrivain en bas allemand (plattdeutsch) ;
- Anke Behmer (née en 1961), athlète ;
- Ralf Bartels (né en 1978), athlète spécialiste du lancer du poids.